# Поздивишта
Поздивишта или Поздивишча (грч. Χάλαρα, до 1927. грч. Ποσδιβίτσι) је насељено место у општини Костур у периферији Западна Македонија, Грчка. Према попису из 2021. године било је 9 становника.
Према бугарском географу и историчару, Василу Канчову, у Кономладима је 1900. године живело 700 Словена хришћана. Македонски историчар Тодор Симовски, 1998. године наводи да су Кономлади словенско насеље.